# 上限攝取量
攝取量容忍上限Tolerable Upper Intake Levels ﹙UL﹚又稱做攝取量上限，是指對於營養素或食物成分的每日最大攝取量，即使長期攝取等同於最大攝取量的量對健康族群裡的絕大多數人都不致於引發嚴重的疾病或是身體上的不適，對敏感者的危害風險也極低，可是如果攝取量逾越此上限的話會造成對身體危害的機率大增。

## 外部連結
- 行政院衛生署